# Île de la Société de géographie
L'île de la Société de géographie (en danois Geografisk Samfund Ø) est une île côtière du nord-est du Groenland, séparée de l'île Traill au sud, et l'île Ymer au nord-ouest par d'étroits bras de mer (le Vega Sund et le Sofia Sund), sa cote nord-est donnant sur la baie de Foster (Foster Bugt) et la mer du Groenland.
L'île est longue d'une centaine de kilomètres et son point le plus élevé se situe à 1 730 m.
Elle fait partie du parc national du Nord-Est du Groenland (qui couvre le quart nord-est du Groenland).

## Sources et références
- (en) Cet article est partiellement ou en totalité issu de l’article de Wikipédia en anglais intitulé « Geographical Society Island » (voir la liste des auteurs).